# Secondo triumvirato
Secondo triumvirato è il nome che gli storici danno all'alleanza stipulata tra Ottaviano Augusto, Marco Antonio e Marco Emilio Lepido, in carica dal 26 novembre del 43 a.C. alla fine del 33 a.C.

## Nomenclatura
La dizione di "secondo triumvirato" è in realtà impropria e scaturisce dalla definizione di "primo triumvirato" per descrivere il precedente accordo privato tra Cesare, Pompeo e Crasso. Questa doppia nomenclatura è ignota all'Umanesimo e appare per la prima volta a fine '600, per poi diffondersi nel XVIII secolo; gli odierni storici romani tendono a evitarla.
Nei fatti il "secondo" triumvirato (a differenza del "primo") fu una magistratura ufficiale, analoga ad altri tipi di triumvirato esistenti per tutta l'epoca repubblicana precedente, benché a differenza dei primi fosse di tipo straordinario ed insignita dell'imperium maius.

## Antefatto

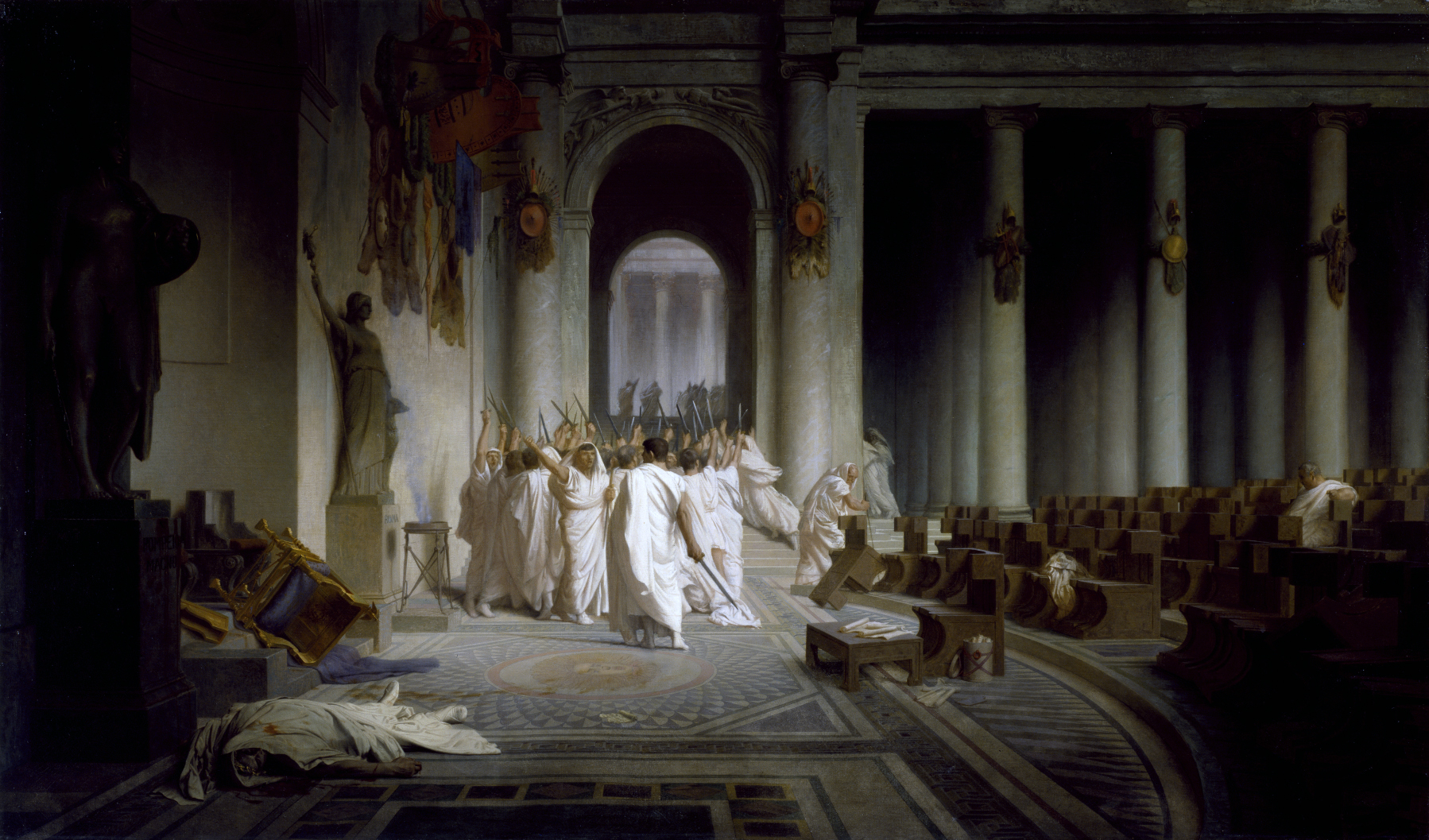
La morte di Cesare, di Jean-Léon Gérôme

La morte di Cesare aprì una fase di grave instabilità interna alla Repubblica romana. Le ragioni per cui fu ordita la congiura contro Cesare sono da ricercare nei poteri quasi monarchici che questi aveva accumulato dopo la vittoria su Pompeo. Gli assassini, definiti dagli storici cesaricidi, furono mossi da una atavica avversione contro ogni forma di potere di tipo personale e assoluto, in nome delle tradizioni e delle libertà repubblicane.
Il limite dell'azione dei congiurati fu la mancanza di un disegno politico preciso e coerente, e fu facile per i seguaci del dittatore porre fine al loro disegno e costringerli alla fuga. La scena politica fu presto dominata da Marco Antonio, fedele e abile generale di Cesare che ne aveva seguito le sorti per tutto il conflitto e nel 44, anno della congiura, ricopriva insieme con lui la carica consolare. Presto si rivelarono le sue vere intenzioni: appropriarsi dell'eredità politica di Cesare e ripercorrerne le orme.
Da parte del Senato ciò fu visto come un pericolo e fu perciò emesso un senatoconsulto ultimo, secondo il quale il futuro triumviro fu dichiarato nemico pubblico. Contro di lui furono levati due eserciti, guidati dai consoli del 43 Irzio e Pansa. Lo scontro avvenne nell'aprile dello stesso anno presso Modena, dove Decimo Bruto si era asserragliato con le sue forze (pare su suggerimento di Ottavio). Antonio ebbe la peggio e fu costretto a fuggire in Gallia, dove fu accolto e protetto da Lepido, il quale aveva fatto una leva in Spagna Citeriore e nella Gallia Narbonese. Il Senato usò anche un'altra arma contro il giovane generale: il figlio adottivo di Cesare, Gaio Ottavio Turino.
Questi, al momento della congiura, si trovava ad Apollonia per motivi di studio e lo attendeva per seguirlo nella spedizione partica. Tornato a Roma, si fece apprezzare per le sue doti politiche e mostrò una freddezza e una sicurezza che gli procurarono numerose simpatie, tra cui quelle di Cicerone. Del pericolo rappresentato da Ottavio si rese conto lo stesso Antonio, anche perché questi sapeva che il giovane sarebbe stato per lui un pericoloso avversario, anche in virtù del fatto che era il figlio adottivo ed erede universale di Cesare. Per questo non mancò di dileggiarlo e di impedire la ratifica della sua adozione.
Abile e spregiudicato, il giovane figlio adottivo di Cesare seppe approfittare della situazione per imporsi sulla scena politica e, non essendo rientrati i due consoli del 43 a.C., si candidò al consolato per l'anno successivo. Al rifiuto del senato (addotto a causa della sua giovane età), il futuro imperatore rispose marciando su Roma con le sue legioni, costituite da veterani cesariani a lui fedeli in quanto figlio del dittatore. Eletto dai comizi, come primo atto il nuovo console revocò l'amnistia per i cesaricidi e istituì un tribunale per giudicarli. Poi, dopo aver fatto riconoscere la sua adozione (avvenuta nel 45) e mutato il nome in Gaio Giulio Cesare Ottaviano, decise di riappacificarsi con Lepido e Antonio.

## Lalex Titia

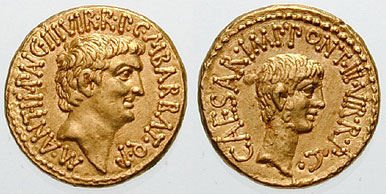
Aureo romano ritraente l'effigi di Marco Antonio (sinistra) e Ottaviano (destra) emesso nel 41 a.C. per celebrare il secondo triumvirato. Si noti l'iscrizione 'III VIR R P C' (Triumviri Rei Publicae Constituendae Consulari Potestate) su entrambi i lati.

L'incontro fra i tre maggiori eredi di Cesare fu organizzato da Lepido su un'isoletta del fiume Lavino, affluente del fiume Reno, dove ancor oggi esiste un cippo alla memoria di quell'evento, presso l'allora colonia romana di Bononia, odierna Bologna. Il patto tra i tre fu poco dopo legalizzato, ottenendo validità istituzionale, con la Lex Titia del 27 novembre 43 a.C. Ufficialmente i membri furono conosciuti come Triumviri Rei Publicae constituendae consulari potestate ("Triumviri per il riordino dello Stato con potere consolare", abbreviato in "III VIR RPC"). Svetonio racconta di un episodio curioso accaduto in questa circostanza:
(Svetonio, Augustus, 96.)
L'accordo fu lo sviluppo naturale a cui portava la situazione creatasi dopo la morte di Cesare. Antonio e Ottaviano erano i principali eredi politici del dittatore ucciso l'anno prima; essi si ritrovarono nella comune opposizione agli ottimati - intenzionati ad abolire le riforme cesariane - e nella volontà di dare la caccia ai cesaricidi (i quali, intanto, con Bruto e Cassio, stavano organizzando imponenti forze in Oriente).
Intanto Sesto Pompeo, figlio dell'avversario di Cesare, con le forze pompeiane superstiti e una potente flotta, teneva sotto controllo Sicilia, Sardegna e Corsica, e la usava per razziare le coste dell'Italia meridionale seminando il terrore.
L'accordo era necessario soprattutto per Ottaviano, il quale voleva evitare di trovarsi fra due fuochi: da una parte Antonio con 17 legioni (comprese quelle dategli da Lepido, suo partigiano) e dall'altra le già ricordate forze dei cesaricidi in Oriente. Dall'incontro uscì una spartizione delle provincie inizialmente a lui sfavorevole: ad Antonio sarebbe spettato il proconsolato nella Gallia Cisalpina e Comata, a Lepido la Gallia Narbonense e le Spagne, ad Ottaviano l'Africa, la Sicilia, la Sardegna e la Corsica (ma, si ricordi, le tre isole erano di fatto sotto il controllo di Sesto Pompeo).
Per reperire i fondi necessari per la campagna in Oriente e per vendicare la morte di Cesare, i tre redassero liste di proscrizione degli avversari da eliminare ed incamerarne così i beni. A Roma e in Italia si scatenò quindi una caccia all'uomo senza eguali e in molti casi più feroce e indiscriminata di quella operata dopo la vittoria di Silla su Gaio Mario. Molte furono le vittime illustri: ben 300 senatori caddero sotto i colpi degli assassini e 2000 cavalieri ne seguirono la sorte. Tra questi fu anche Cicerone, al quale Antonio non aveva perdonato le orazioni contro di lui, raccolte nelle Filippiche. Ottaviano, pur essendo stato protetto e incoraggiato dal grande intellettuale latino, non fece nulla per salvargli la vita. Altra barbarie decisa dai triumviri fu l'uso di appendere ai rostri del foro le teste dei nemici uccisi e di dare una ricompensa proporzionale a chi le portava: 25.000 denari agli uomini liberi, 10.000 agli schiavi con l'aggiunta della manomissione e della cittadinanza.

### I tre uomini del triumvirato

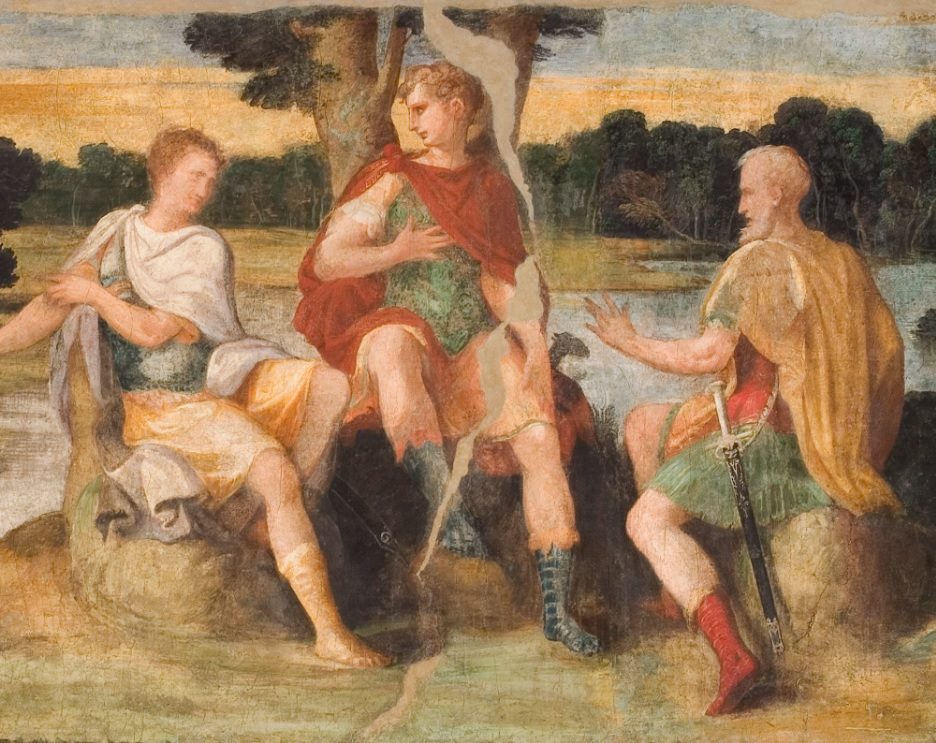
Nicolò dell'Abate, L'incontro dei triumviri, Sala del Fuoco, Palazzo Comunale (Modena)

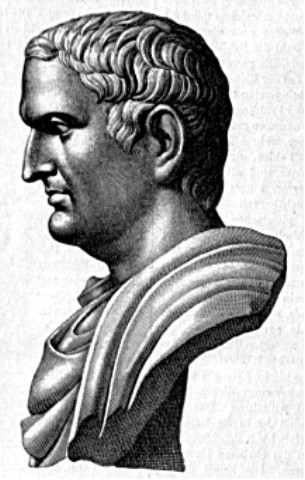
Ritratto di Marco Antonio

I tre protagonisti del patto avevano personalità molto diverse e, come si è visto, strinsero l'accordo per convenienza personale, piuttosto che per una sincera identità di vedute.
Marco Antonio era desideroso di raccogliere e proseguire l'opera già cominciata da Cesare: riforma in senso monarchico dello Stato ed espansione a Oriente dell'impero. Dopo aver dato pubblica lettura del testamento del dittatore, seppe usare per i suoi fini le ire popolari contro i cesaricidi, diventando così leader indiscusso del partito cesariano. Il suo consolato del 44 fu caratterizzato da politiche demagogiche e da una legislazione confusa. Percepì ben presto il pericolo rappresentato dal giovane Ottavio, sia in quanto erede universale di Cesare, sia perché era ben visto dagli ottimati. Costretto dopo Modena obtorto collo a condividere con il futuro rivale la scena politica, scatenò, come si è visto, sanguinose rappresaglie contro i propri nemici politici.
Ottaviano, figlio adottivo di Cesare, fu astuto e abile allo stesso tempo nello sfruttare la confusione creatasi dalle lotte fra i diversi partiti. Nonostante la pericolosa parentela, fu visto inizialmente come paladino degli ottimati, da contrapporre ad Antonio. Non a caso, in occasione della battaglia di Modena, accompagnò come propraetor i consoli con milizie a lui fedeli. Ben presto, però, fece pentire l'aristocrazia della scelta fatta, mostrando di voler vendicare il padre adottivo e di raccoglierne l'eredità politica. Seppe raggiungere subito in maniera spregiudicata la massima magistratura della Res publica con un vero e proprio colpo di Stato e, come vedremo, una volta entrato in contrasto con Antonio, si presentò come campione del mos maiorum tanto caro all'aristocrazia senatoria, della conservazione e tutela dei valori della repubblica e delle sue istituzioni. Non fu solo bravo nel sapersi muovere nell'agone politico, ma si circondò di valenti uomini, come quel Marco Vipsanio Agrippa abile generale, che gli regalò i suoi successi militari più importanti.
Marco Emilio Lepido, sostenitore di Cesare e poi di Antonio subito dopo le idi di marzo, fu invece presto un comprimario, una spalla degli altri due colleghi e in molti casi poco affidabile. Di fronte al crescere della personalità e dell'importanza degli suoi due colleghi, egli fu sempre più relegato ai margini della scena politica. Dopo Filippi, che come vedremo fu la vittoria definitiva sui cesaricidi, ottenne solo l'Africa. Chiamato a sostenere Ottaviano contro Sesto Pompeo in Sicilia (36 a.C.), fu un alleato poco fedele e giunse alla fine col parteggiare per il figlio di Pompeo Magno. Abbandonato dai soldati, dovette arrendersi e chiedere perdono a Ottaviano, ormai padrone dell'Occidente. Per punizione fu costretto a rinunciare alle otto legioni giunte in Sicilia al seguito di Sesto Pompeo che aveva preso al comando, le magistrature affidategli (mantenendo solo quella di pontifex maximus, titolo puramente onorifico) e a ritirarsi a vita privata a Circeii fino alla morte (ca. 12 a.C.)

## Lo scontro con i cesaricidi e Sesto Pompeo
Il patto permise ai tre di prendere il controllo politico dell'Italia e di tutto l'Occidente romano. Dopo le proscrizioni, molti ottimati si rifugiarono o presso i cesaricidi, che stavano organizzando una grossa spedizione contro i triumviri, o presso Sesto Pompeo. La sconfitta dei nemici comuni a Filippi e Nauloco consegnò l'intero impero in mano ad Ottaviano e Antonio.

### Battaglia di Filippi
Avendo dimostrato di non avere un piano politico ben preciso dopo l'eliminazione di Cesare, i congiurati, presi di sorpresa dalla reazione dei cesariani, fuggirono dall'Italia. Ciò fu dovuto anche dall'atteggiamento minaccioso assunto dai veterani del dittatore appena ucciso. Essi erano ansiosi di ricevere il compenso (ossia l'assegnazione di un appezzamento da coltivare) per i loro servigi. A complicare la situazione per i cesaricidi contribuì anche la lettura del testamento di Cesare, fatta fare in pubblico da Marco Antonio in occasione delle sue grandiose esequie: 300 sesterzi a testa per i veterani, più le varie disposizioni in favore di questi ultimi e delle classi popolari.
Marco Giunio Bruto e Cassio Longino si rifugiarono in Macedonia, dove arruolarono un'imponente armata – 19 legioni (ca. 80.000 uomini) – pronta a passare l'Adriatico. Decimo Bruto, invece, si rifugiò in Gallia Cisalpina, assegnatagli come provincia da governare. Dopo Modena, vista la situazione peggiorare per lui di giorno in giorno (sia per la diserzione in massa dei suoi legionari in favore di Ottaviano, sia perché ormai si trovava isolato dagli altri cesaricidi), Bruto decise di muoversi verso la Macedonia, ma fu ucciso da un gallo fedele ad Antonio.

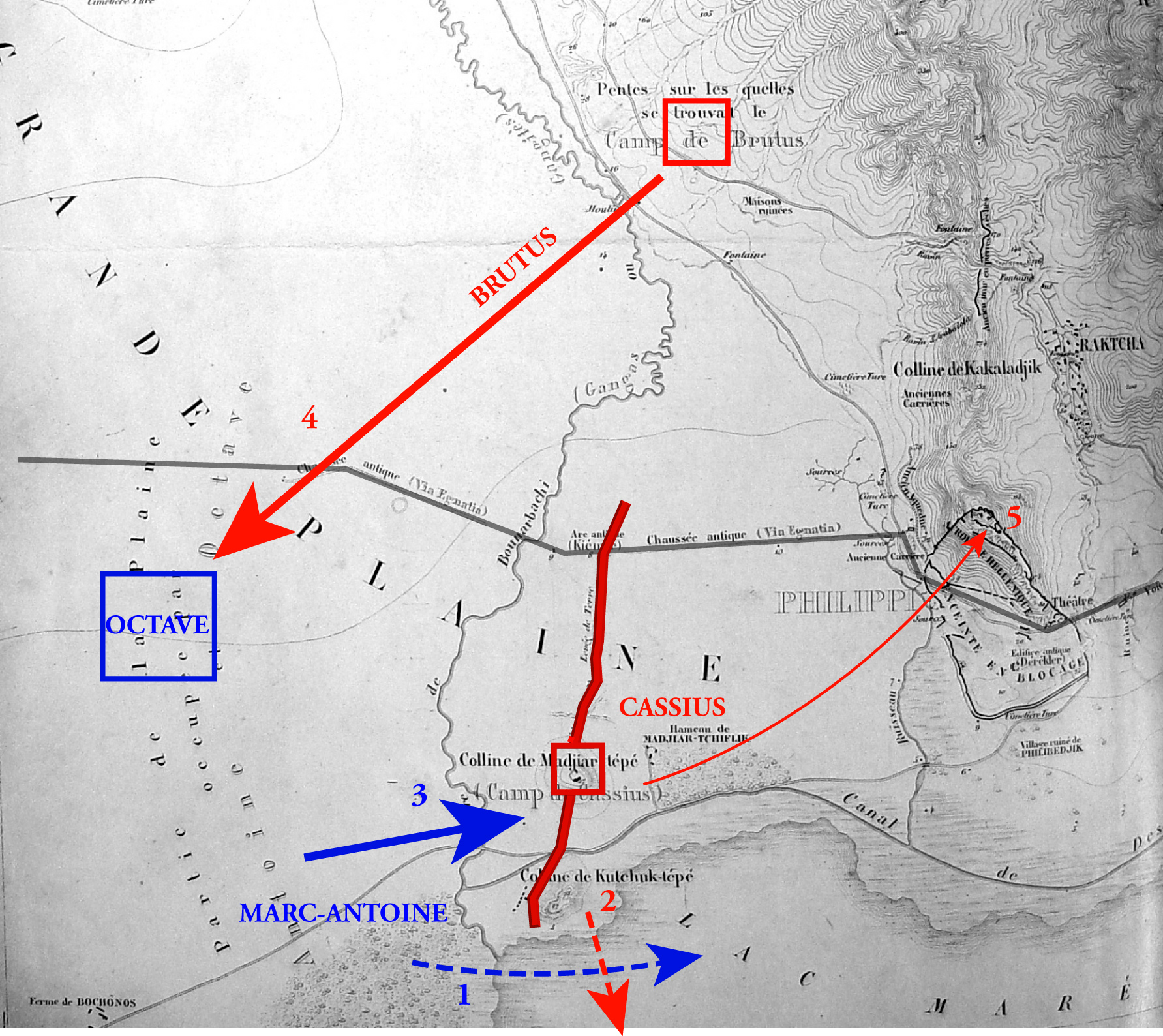
La prima fase della battaglia di Filippi

Intanto Antonio e Ottaviano, mentre si accordavano e si spartivano le zone d'influenza in Occidente con Lepido, senza preoccuparsi del blocco navale di Sesto Pompeo, trasferirono anch'essi 19 legioni in Grecia. Lo scontro fra i due eserciti avvenne nell'ottobre 42 a.C. a Filippi, sulla via Egnazia. La battaglia si svolse in due fasi distinte, combattute rispettivamente il 3 e il 23 ottobre.
All'inizio della prima fase, Bruto ottenne invece un brillante successo sulle forze di Ottaviano. Messo in fuga il nemico e conquistate tre insegne militari (segno di vittoria), si attardò nel suo accampamento in cerca di prede. Cassio, non vedendo il compagno e credendolo morto, si tolse la vita. Bruto pianse sul corpo di Cassio, chiamandolo "l'ultimo dei romani", ma impedì una cerimonia pubblica dinanzi a tutto l'esercito, per non abbatterne il morale. Intanto, la flotta che Antonio aveva chiesto a Cleopatra per i rifornimenti e la conquista del porto presidiato dai nemici, si era ritirata a causa di un forte temporale. Altre fonti ritengono che fosse stata l'esitazione di Bruto a fare di una vittoria una disfatta. I suoi uomini, infatti, non inseguirono quelli di Ottaviano, che ebbero tutto il tempo di riformarsi. A seguito di questo, nell'epoca in cui Ottaviano avrebbe preso il nome di Augusto, divenendo il primo imperatore della storia di Roma, sarebbe nato il detto: «Finisci la battaglia una volta che l'hai cominciata!».

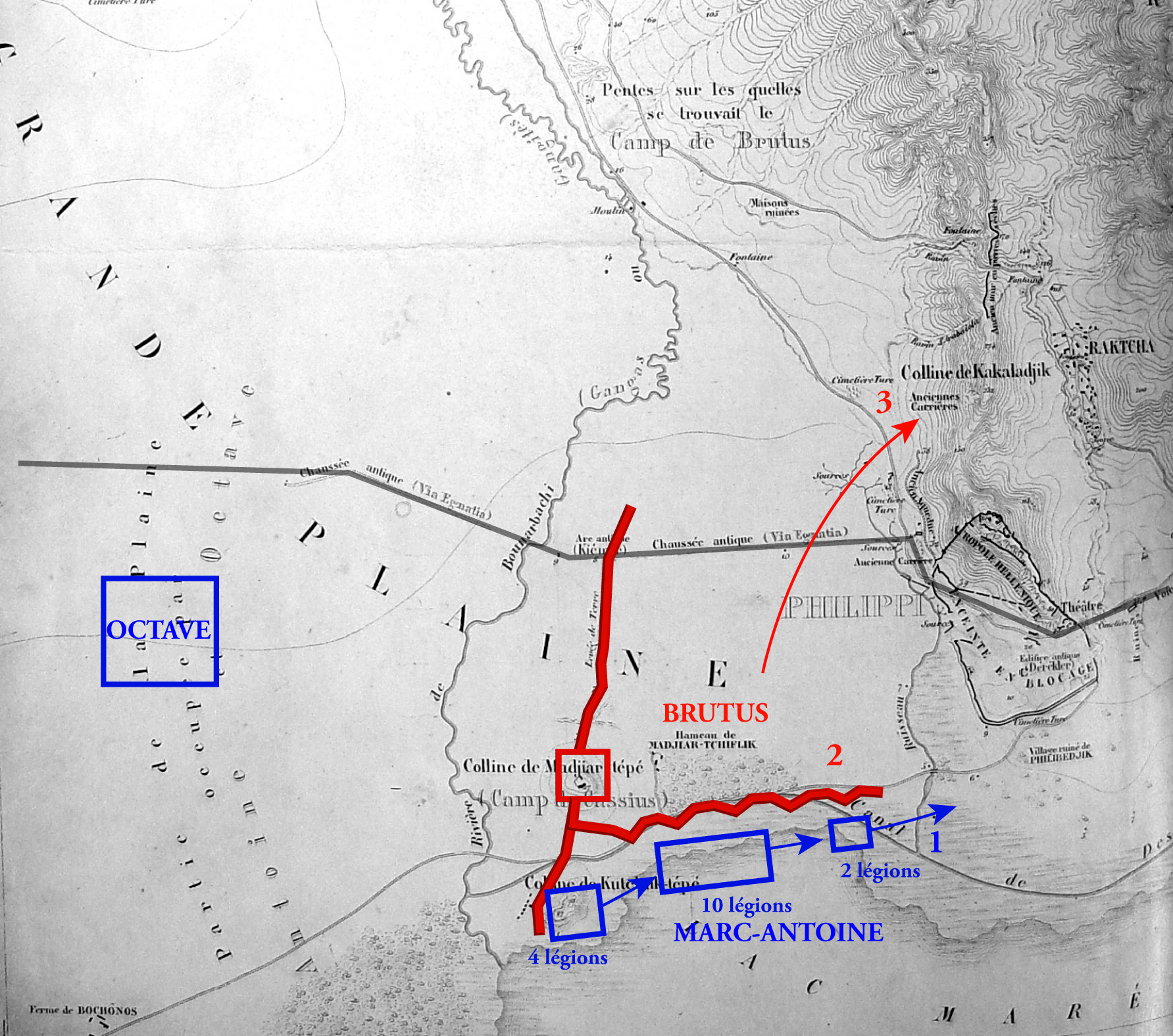
La seconda fase della battaglia di Filippi

Il secondo scontro si svolse il 23 ottobre, tre settimane dopo il primo. I legionari di Bruto, impazienti di dare battaglia e non avendo alcuna stima del proprio comandante, lo spinsero a dare battaglia ai due triumviri, i quali intanto avevano schierato le proprie forze e avevano cominciato a provocare gli avversari con urla ed insulti. Dopo che si furono posizionati, uno dei migliori ufficiali di Bruto si arrese, e questi decise di iniziare lo scontro.
Antonio, durante la battaglia, dopo aver diviso l'esercito in tre parti (ala sinistra, ala destra e centro), fece in modo che la propria ala destra procedesse verso destra; quindi, poiché l'ala sinistra del nemico doveva per forza procedere verso sinistra perché il suo esercito non venisse circondato, il centro dello schieramento di Bruto dovette allargarsi e indebolirsi, per occupare lo spazio lasciato dallo spostamento dei commilitoni. Un ulteriore spazio che si era venuto a creare tra il centro di Bruto e la sua ala sinistra fu sfruttato dai cavalieri avversari, che vi entrarono spingendo il centro verso l'ala sinistra del proprio schieramento, mentre la fanteria lo spingeva in avanti.
Il centro effettuò quindi un ripiegamento di 90 gradi, per avere il fronte rivolto verso l'ala sinistra di Bruto. Sul fronte di questa divisione c'era la fanteria di Antonio, sul fianco sinistro la cavalleria e sul lato destro la fanteria. Quest'ultima si opponeva allo stesso tempo al fianco destro nemico, che le era stato affidato all'inizio della battaglia e sul quale il centro di Bruto si era riversato durante il ripiegamento. Questa fu la strategia principale di Antonio in questa battaglia. Infine, l'attacco di Bruto fu respinto e il suo esercito mandato in rotta. I soldati di Ottaviano raggiunsero le porte dell'accampamento nemico prima che egli potesse chiudervisi dentro. Bruto riuscì a ritirarsi sulle colline circostanti con l'equivalente di sole quattro legioni e, vedendosi sconfitto, si suicidò.
Il successo che arrise ai cesariani è da attribuire al fatto che il nemico presentasse un esercito troppo eterogeneo e poco amalgamato, a differenza di quello dei triumviri, più omogeneo e compatto. Inoltre Antonio, fu abile stratega e seppe manovrare i propri veterani, addestrati e allo stesso tempo attratti dalle prede e delle ricchezze che si sarebbero dischiuse per loro nell'opulento Oriente; ciò che non si poteva dire dei militanti nella parte avversaria, spesso ignari del motivo per cui combattevano, con la conseguenza di numerose diserzioni.

### La sconfitta degli ultimi pompeiani

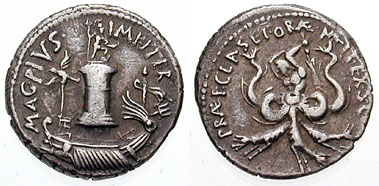
Denario di Sesto Pompeo battuto in occasione della sua vittoria sulla flotta di Augusto. Al dritto la Colonna Reggina con la statua di Nettuno/Poseidone, al rovescio Scilla, che ha battuto Augusto.

Le rappresaglie e le vendette dei cesariani, come già detto, furono crudeli e sanguinarie; molti proscritti fuggirono in Sicilia, in mano a Sesto Pompeo, seguiti a ruota da molti possidenti espropriati dei propri fondi, da schiavi sbandati e da veterani pompeiani ancora in circolazione. Intanto, la scena politica era caduta in mano di Antonio e Ottaviano, i quali si spartirono il territorio dello stato in zone d'influenza: la soprintendenza dell'Oriente e la Gallia Narbonese al primo, le Spagne e la cura dell'Italia (pur formalmente indivisa fra i triumviri) a Ottaviano, il quale ben presto ebbe il controllo di tutto l'Occidente.
Lepido, invece, fu relegato al ruolo di comprimario, con l'affidamento dell'Africa e il mantenimento della sua carica di pontifex maximus. Questa sua messa da parte fu dovuta anche al suo atteggiamento ambiguo nel corso delle ultime vicende. Antonio, intenzionato a vendicare (come era nei progetti di Cesare prima di morire) lo smacco subito da Crasso nella battaglia di Carre contro i Parti, rimase a lungo in Oriente, estorcendo e vessando le città e le provincie ree d'aver appoggiato Bruto e Cassio. In questa parte dell'impero visse una "vita inimitabile" di divinità in terra insieme con la sua amante, la bella e affascinante Cleopatra.
Ottaviano, invece, si ritrovò a dover gestire la parte più difficile del dopo Filippi: sistemare e distribuire le terre promesse in Italia ai quasi 180.000 veterani del partito cesariano. Scelse quindi diciotto città punibili per la loro infedeltà al triumvirato (tra queste sono da ricordare, da nord a sud, Trieste, Rimini, Cremona, Pisa, Lucca, Fermo, Benevento, Lucera, Vibo Valentia), confiscò i terreni degli abitanti e li distribuì ai suoi. L'operazione fu condotta in maniera indiscriminata e furono espropriate anche tenute di piccoli e medi proprietari che non erano per nulla coinvolti con il partito pompeiano o con quello dei cesaricidi. Tra questi è da ricordare la spoliazione delle proprietà della famiglia di Virgilio a Mantova, città fedele ai triumviri, ma colpita ugualmente solo perché l'agro della vicina Cremona, infedele, non bastava a sistemare i nuovi coloni.
A causa di questi provvedimenti si creò un forte malcontento contro il giovane triumviro, fomentato anche da Lucio Antonio, fratello di Marco, e dalla cognata Fulvia, interessati a rendere difficile la situazione per Ottaviano. Ad aggravare il momento concorse anche il blocco navale dell'Italia meridionale operato dalla flotta di Sesto Pompeo, che rendeva difficili i rifornimenti annonari a Roma. Per questi motivi scoppiarono nell'Urbe disordini, causati anche dalla crisi finanziaria che aveva colpito i ceti più bassi; l'insoddisfazione per gli espropri in tutta Italia fu usata da Lucio Antonio e Fulvia quale motivo per prendere le armi e, disponendo delle legioni di Antonio, marciare contro Ottaviano.
Questi fu pronto e, grazie al suo valente generale Marco Vipsanio Agrippa, sconfisse i congiurati presso Perugia (inverno 41-40 a.C.). Antonio, richiamato in Occidente dalle vicende italiane, si presentò a Brindisi con una potente flotta. Qui, grazie all'intercessione del generale Asinio Pollione, di Mecenate e di Agrippa, fu evitato uno scontro fratricida, non voluto dagli stessi legionari, riluttanti a combattere contro i compagni di molte battaglie. Tra i due contendenti fu quindi raggiunto un accordo che ribadiva la situazione di fatto: a uno l'Oriente, all'altro l'Occidente. Essi ebbero licenza di arruolare un egual numero di forze dall'Italia, sempre nominalmente indivisa e affidata al Senato e da cui a quest'epoca ancora proveniva la quasi totalità dei legionari romani.
Un ulteriore accordo fu raggiunto dai tre con Lucio Domizio Enobarbo, valente generale pompeiano e trisavolo di Nerone, e con Sesto Pompeo. Sembravano quindi ristabilite la pace e la concordia nella Repubblica, tanto che l'evento fu celebrato da Virgilio nella IV ecloga, dove si preannunciava una nuova era di pace con la nascita di un puer (quello che i commentatori medievali cristiani avrebbero interpretato come una premonizione dell'avvento di Cristo), ossia del figlio di Pollione, amico di Antonio e promotore dell'intesa. Ben presto però la situazione degenerò: Sesto Pompeo, sentendosi defraudato delle promesse fattegli da Antonio, riprese a infestare le coste italiane.
Ottaviano rispose cingendo con la sua flotta lo stretto di Messina, ma quando le sue forze tentarono di sbarcare furono duramente sconfitte. Nel 37 a.C. i due triumviri s'incontrarono a Taranto. Antonio, lasciando ad Ottaviano 120 navi in rinforzo alle sue 300 unità, permise a questi di affrontare Pompeo davanti a Nauloco, di vincerlo e costringerlo alla fuga in Oriente. In questa circostanza la città di Messina fu duramente saccheggiata. In seguito al fatto che Lepido aveva tenuto ancora una volta un atteggiamento equivoco, rivoltandosi infine contro Ottaviano, questi, dopo la vittoria, lo punì togliendogli l'Africa: rimasto con la sola carica di pontefice massimo, fu confinato a Circeii, dove trascorse il resto dei suoi giorni.

## Lo scontro tra i triumviri

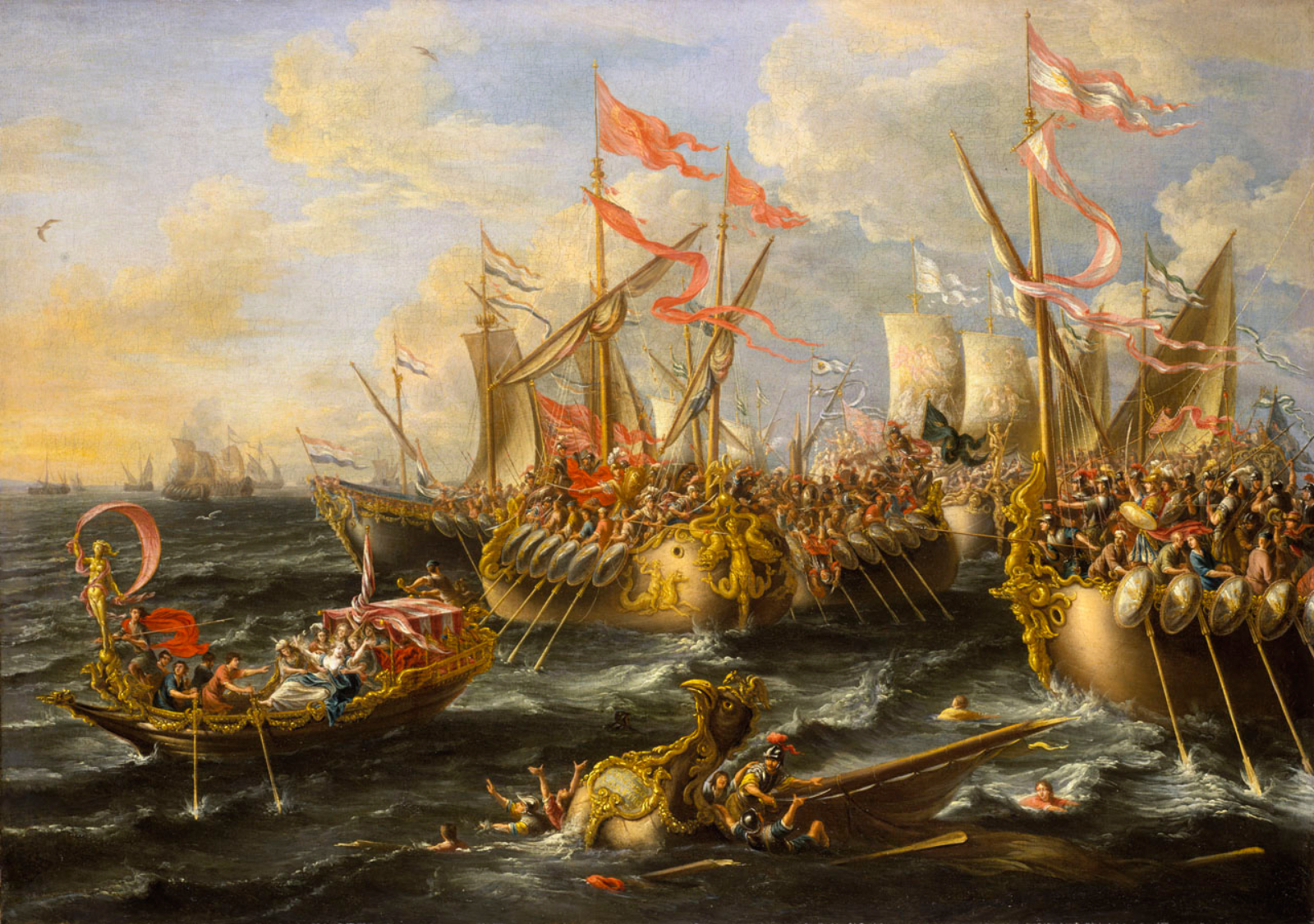
Rappresentazione della battaglia di Azio in un quadro di Lorenzo A. Castro del 1672.

L'eliminazione degli ultimi pompeiani riunitisi attorno alla figura di Sesto Pompeo e la marginalizzazione di Lepido furono gli ultimi episodi della lunga contesa politica che precedette lo scontro tra Antonio e Ottaviano. Come si è visto, i due rivaleggiarono ben presto nel contendersi l'eredità politica di Cesare. Solo i buoni uffici di Lepido e le circostanze spinsero i due a tralasciare gli odi reciproci e permisero loro di giungere a un'alleanza politica vantaggiosa per entrambi.
Dopo l'incontro di Taranto del 37 a.C., l'impero fu diviso fra i due principali triumviri: a Ottaviano toccò la soprintendenza dell'Occidente, mentre ad Antonio il ricco e ambito Oriente. Sempre nella città pugliese, i due futuri rivali decisero che gli eccezionali poteri triumvirali riconosciuti con la lex Titia sarebbero dovuti cessare alla fine del 33 a.C. e che l'anno successivo avrebbero ricoperto il consolato come colleghi; ma tale patto non fu rispettato poiché tra i due si consumò la definitiva rottura, causata dalla lotta per la conquista del potere condotta con ogni mezzo, compresa la diffamazione. Ne è un esempio, nel 32 a.C., la tentata incriminazione di Ottaviano da parte del console Sosio, partigiano di Antonio. Il futuro imperatore, però, reagì prontamente alle accuse e fece circondare la curia dai suoi legionari; il console, trovandosi in difficoltà con il collega Gneo Domizio, anch'egli del partito di Antonio, fuggì in Oriente.
Contemporaneamente, lo stesso Ottaviano usò ogni mezzo per mettere in cattiva luce l'avversario, rendendone pubblico il testamento, in cui chiedeva di essere sepolto in Egitto. La cosa era inaccettabile per l'aristocrazia senatoria tradizionalista, la quale - in una seduta del senato - lo dichiarò decaduto da ogni potere. Il figlio di Cesare aveva sfruttato l'abbandono dei costumi tradizionali da parte del suo ex-alleato, la "vita inimitabile" da sovrano tolemaico che questi conduceva in Egitto e la sua presunta intenzione di voler fare di Alessandria la nuova capitale dell'impero. Nel testamento vi era però anche una verità per lui molto scomoda: dall'unione tra Cesare e Cleopatra era nato un figlio, Cesarione, il quale avrebbe avuto tutti i diritti per esigere l'eredità del padre e frustrare la propaganda di Ottaviano, presentatosi come unico vero successore del grande condottiero.
Si venne così a creare una forte contrapposizione tra i due ex-triumviri, i quali impersonavano due modelli diffusi ad arte dalla propaganda di Ottaviano: l'Occidente austero e tradizionalista, contrapposto all'Oriente debole e corrotto. A dire il vero, se Ottaviano fosse stato totale continuatore del pensiero di Cesare, avrebbe agito come Antonio, convinto che la civiltà romano-italica dovesse inquadrarsi all'interno di quella orientale-ellenistica, per molti versi molto più avanzata. Ma il futuro imperatore era un uomo politico assai abile nel comprendere e assecondare gli umori della popolazione romana, ancorata ai valori del mos maiorum, riconosciuti non solo dall'aristocrazia senatoria ma anche dagli stessi ceti popolari.
I due, ormai prossimi allo scontro, pur non esercitando più i poteri triumvirali, pretesero un giuramento di fedeltà da parte degli alleati della res publica: l'uno da quelli occidentali, l'altro da quelli orientali. Ottaviano, tra l'altro, ricevette il consenso quasi unanime del Senato, mentre la minoranza che non volle riconoscerglielo si rifugiò ad Alessandria. Dopo anni di grandi turbolenze e di guerre civili fratricide, a lui erano rivolte le speranze di una definitiva pacificazione dello stato.

Mappa della battaglia di Azio.

Non fu facile per Ottaviano reperire le risorse per l'arruolamento, ma alla fine riuscì a schierare circa 80.000 uomini e 400 navi di medie dimensioni; Antonio, invece, poté contare su 120.000 fanti e circa 500 unità navali di grande stazza. I due schieramenti si trovarono l'uno di fronte all'altro il 2 settembre del 31 a.C. ad Azio, un promontorio all'ingresso del golfo di Ambracia (odierna Arta) in Epiro. Non si sa per quale motivo Antonio abbia preferito lo scontro sul mare piuttosto che un attacco con le forze di terra; il fatto è probabilmente dovuto alla sua scarsa fiducia nella fanteria, alquanto eterogenea.
Il successo arrise alle forze di Ottaviano, ben guidate dal fedele generale Agrippa; la fuga precipitosa di Antonio e di Cleopatra, che lo aveva seguito in battaglia, accelerò il successo di Ottaviano. Alla vittoria navale fece seguito quella di terra, quando l'esercito si arrese al figlio di Cesare dopo aver atteso invano il proprio comandante. In questa occasione vi fu un grande passaggio di forze dall'uno all'altro campo. Il fatto, all'epoca piuttosto consueto, è da ascrivere anche alla capacità dei singoli condottieri di lusingare e convincere (anche con promesse di maggiori benefici) i soldati avversari: come aveva fatto a suo tempo Cesare con i pompeiani che gli si erano arresi, così fece Ottaviano in quest'occasione.
Dopo Azio, il futuro princeps attraversò la Grecia, sostando nelle città principali; quando giunse infine ad Alessandria, Antonio si era già tolto la vita insieme con l'amata Cleopatra. L'Egitto divenne una proprietà personale del vincitore e tale rimase anche in epoca imperiale, mentre il suo governo fu affidato ad un procuratore di rango equestre. Dopo essersi trattenuto in Oriente ed aver risistemato la sua organizzazione interna, ormai unico padrone di Roma, Ottaviano rientrò nella capitale e vi celebrò ben tre trionfi: uno sui Pannoni, uno sui Dalmati e l'altro per le vittorie in mare e la conquista dell'Egitto. Non poté celebrare il successo su Antonio e sugli altri avversari perché erano cittadini romani, e il trionfo era riservato alla vittoria sugli stranieri.

## Le conseguenze della vittoria di Ottaviano: la nascita del principato

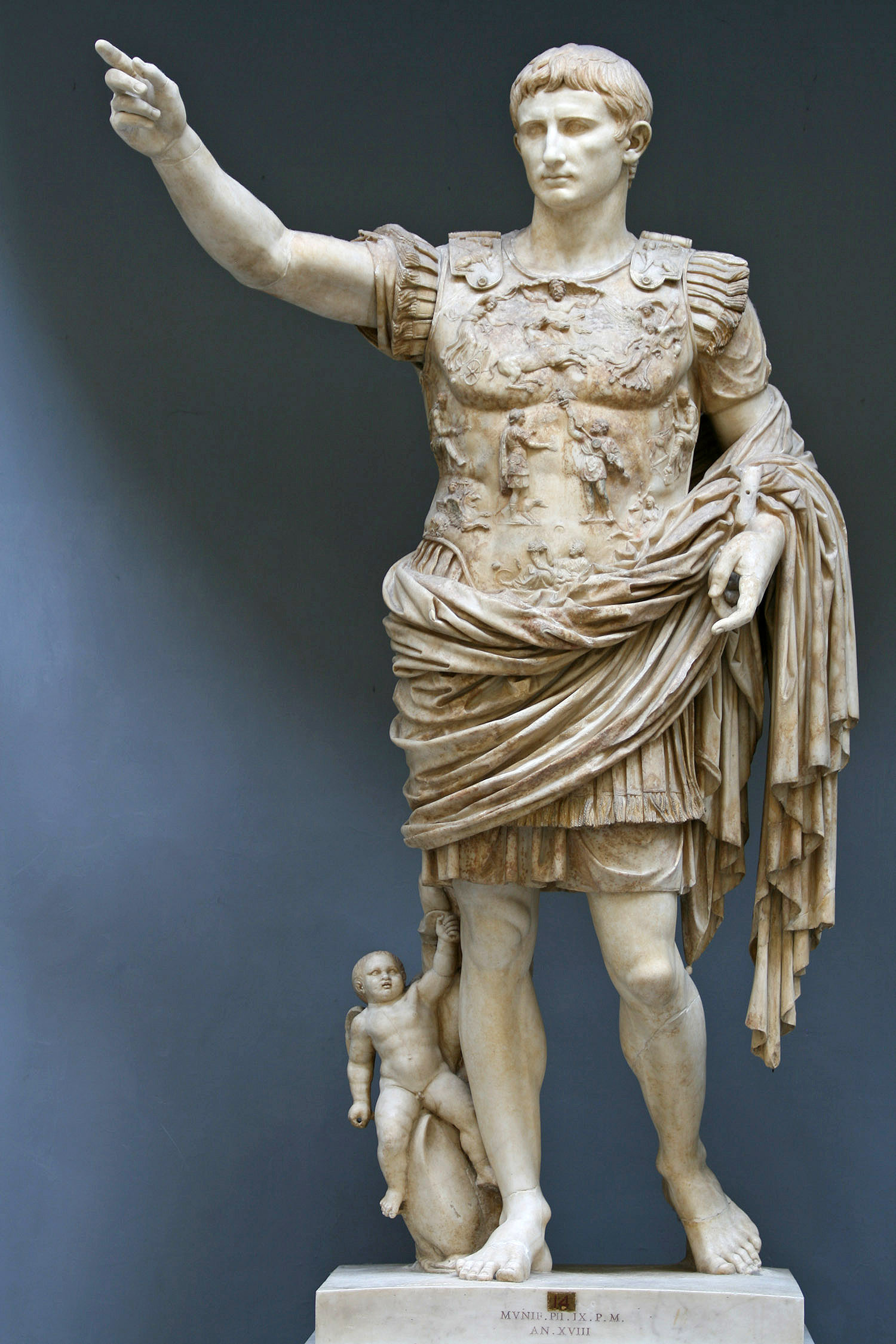
Statua di Ottaviano con indosso la lorica, la tipica corazza dei comandanti romani, rinvenuta nella villa della moglie Livia a Prima Porta, vicino a Roma e ora custodita ai Musei Vaticani.

L'alba del I secolo a.C. vide la res publica ormai incapace di gestire con le sue obsolete istituzioni l'enorme impero creato in secoli di guerre. Quella di questo secolo fu una storia travagliata e caratterizzata dall'affermarsi di elementi e tendenze che portarono alla fine del regime repubblicano e alla nascita di un nuovo sistema politico. Il cambiamento non sarebbe forse stato inevitabile, ma certamente a ciò contribuì l'abilità e la prudenza dimostrate da Ottaviano. Pur presentandosi come campione della tradizione repubblicana e del mos maiorum, egli astutamente svuotò di ogni valore reale le vecchie magistrature. Nel 31 a.C. e negli anni successivi guidò lo stato ricoprendo regolarmente e senza soluzione di continuità la carica di console.
Sintomo del cambiamento di regime e dell'accentramento del potere nelle sue mani fu il riconoscimento, già prima di Azio, nel 36 a.C., della sua sacrosanctitas, ossia l'inviolabilità del suo corpo sotto pena di morte, caratteristica dei tribuni della plebe. Sei anni dopo si vide riconosciuto un altro aspetto importante della tribunicia potestas: lo ius auxilii (ossia la possibilità di dare aiuto e, eventualmente, asilo nella propria abitazione a un plebeo). Con ciò diventava patrono di tutta la plebe e rendeva la sua abitazione inviolabile da parte di chiunque, compresa la forza pubblica. Altro onore a lui tributato nel 32, prima dello scontro con Antonio, fu il giuramento di fedeltà da parte di tutta l'Italia.
Nel 28, dopo il suo rientro dall'Oriente, il popolo lo salutò come princeps, qualifica prestigiosa che si precisò poi in princeps senatus, ossia colui che aveva il diritto di parlare per primo in Senato. In conseguenza del fatto che il suo parere, a causa delle forze militari di cui poteva disporre, era indiscutibile e determinante, la funzione dell'assise come fulcro del potere politico fu fortemente limitata. Oltre a ciò egli ottenne il titolo perpetuo di imperator.

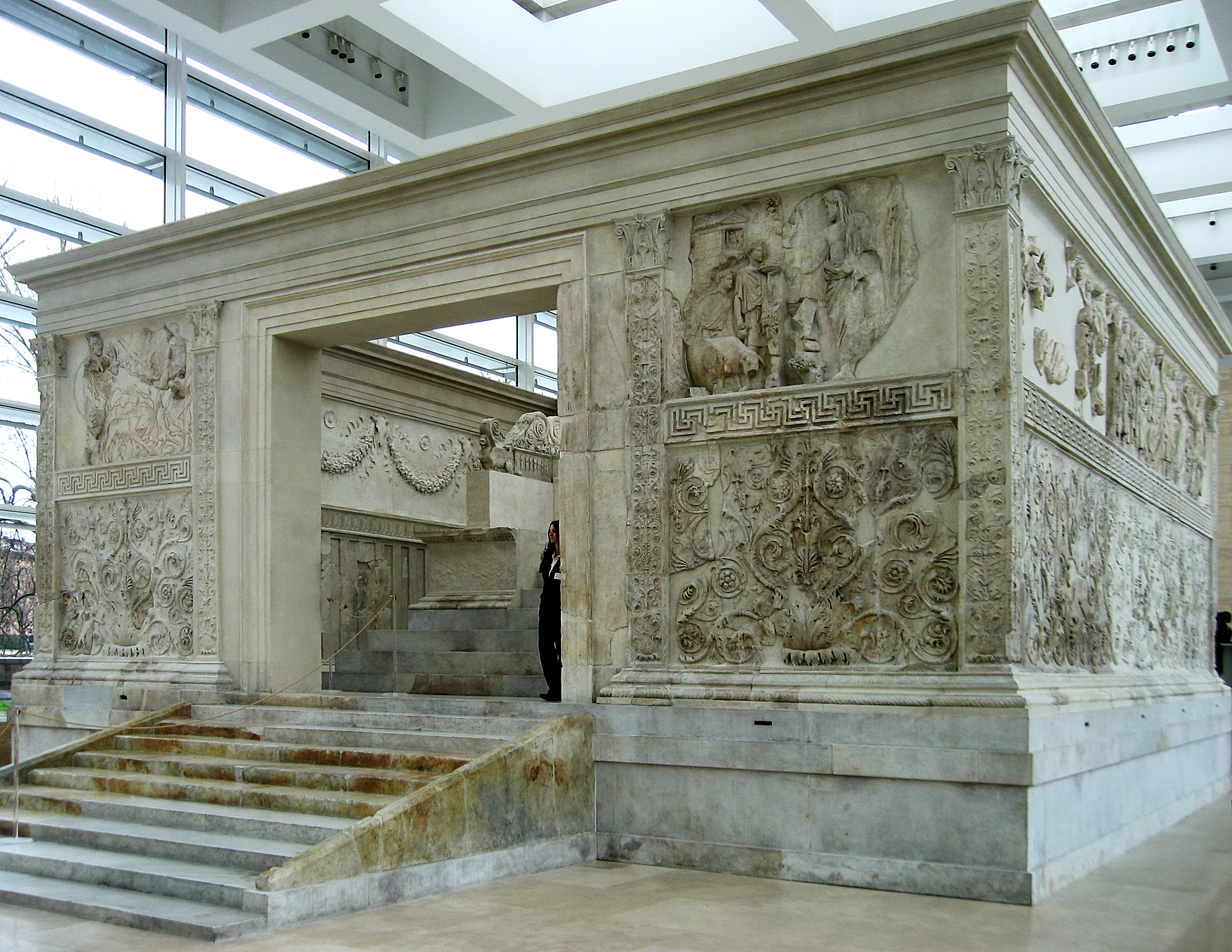
L'Ara Pacis fu fatta edificare da Augusto per celebrare la pace, da cui il nome, riportata nei confini dell'impero dopo le sue vittoriose campagne militari in Spagna e in Gallia.

Il suo fu quindi un misto di poteri, tra quelli regali propri del consolato, del proconsolato e del triumvirato; delle prerogative dei tribuni e di altri onori e riconoscimenti che gli davano un'autorità morale e di prestigio e contribuivano a fare di lui un primus tra tutti i cittadini. Dal punto di vista propagandistico, si era presentato anche come pacificatore dello stato; infatti, dopo Azio, aveva fatto chiudere le porte del tempio di Giano, antico gesto simbolico che segnava la fine di un conflitto e l'inizio di un periodo di pace.
Le trasformazioni apportate furono ovviamente precedute da una attenta consultazione dei più fidi consiglieri; c'era chi, come Mecenate, voleva l'instaurazione di una monarchia pura e chi invece, come Agrippa, un ritorno alla repubblica. Ottaviano, attento conoscitore degli animi e memore degli errori commessi dal suo grande padre adottivo, optò per una via mediana: accentrare tutti i poteri nelle sue mani, facendosi al contempo garante e tutore della res publica e del regolare funzionamento delle sue istituzioni.
Atto finale della sua egemonia politica fu, nel 27 a.C., il riconoscimento da parte del Senato in due sedute, del titolo di augustus, ossia di uomo degno di venerazione e di onore, che sancì la sua posizione sacra fondata sul consensus universorum di senato e popolo romano. In tale occasione egli usò lo stratagemma di rimettere tutti i poteri attribuitigli, mantenendo solo quelli di console; poteri che, dopo un'altrettanto finta insistenza dei senatori, non solo gli furono riconfermati, ma gli si attribuì anche l'imperium proconsulare - inizialmente della durata di dieci anni, in seguito a vita - affinché pacificasse le frontiere; imperium che era valido per la stessa Roma e per l'Italia, tradizionalmente al di fuori della giurisdizione dei proconsoli.
Dopo tale data Ottaviano si fece chiamare Augusto, e come tale viene oggi ricordato. Ulteriore attributo e nuovo onore concessogli fu l'assegnazione della tribunicia potestas nella sua totalità (23 a.C.), rinnovatagli annualmente. Forse per non suscitare l'astio dei nostalgici della repubblica, o forse perché non necessari, rinunciò ad altri poteri, quali la dittatura - da lui considerata contra morem maiorum e messa fuori legge da Antonio, certamente anche perché tale carica gli ricordava l'esperienza negativa di Cesare; quella di curator legum et morum; la censoria potestas; il consolato unico a vita. Accettò invece la carica di pontifex maximus (12 a.C.), ricoperta fino alla morte da Lepido, dopo esser stato messo da parte da lui. Infine, nel 2 a.C., gli fu attribuito anche il titolo di pater patriae.
La vittoria di Ottaviano Augusto ad Azio non fu quindi solo la fine di un periodo turbolento e sanguinoso della storia romana, ma rappresentò un importante punto di svolta della storia dello stato romano. Il regime nato dai mutamenti della fine del I secolo a.C. viene chiamato comunemente impero, mentre la storiografia preferisce usare il termine principato (derivato per l'appunto dal titolo concesso ad Augusto ed ereditato dai suoi successori) per il primo periodo, a rimarcare il carattere non ancora monarchico-assoluto del nuovo corso. Quando, lentamente nel tempo, l'aspetto autocratico e dispotico del potere imperiale prevalse, si usò il termine dominato, soprattutto a partire dall'epoca di Diocleziano (284-305). Per il quadro storico generale, ciò che più importa è il fatto che da Augusto in poi saranno singoli uomini, con l'esercizio dei loro enormi poteri e con la loro personalità, a caratterizzare la vita politica, militare e sociale dello stato romano, e non più un'oligarchia, chiusa e legata alle proprie tradizioni morali e politiche e riunita in un organo collegiale quale era il Senato.